# Zakłodzie (województwo lubelskie)
Zakłodzie – wieś w Polsce położona w województwie lubelskim, w powiecie zamojskim, w gminie Radecznica nad rzeką Pór.
| SIMC    | Nazwa | Rodzaj    |
| ------- | ----- | --------- |
| 0897540 | Dół   | część wsi |
| 0897556 | Góra  | część wsi |

W latach 1975–1998 miejscowość administracyjnie należała do województwa zamojskiego.
Wieś jest sołectwem w gminie Radecznica. Według Narodowego Spisu Powszechnego z roku 2011 wieś liczyła 168 mieszkańców. 
Wierni Kościoła rzymskokatolickiego należą do parafii Znalezienia Krzyża Świętego w Mokrelipiu.

## Historia
U schyłku XVIII wieku pobudowano w Zakłodziu karczmę (1796), w roku 1800 we wsi były już trzy karczmy, w roku 1864 pobudowano młyn wodny na rzece Pór istniejący w formie przebudowanej jako elektrownia wodna do dziś. Od roku 1864, gdy zaczęto tworzyć wielo-wioskowe gminy wieś znajdowała się w obrębie gminy Sułów – stan taki istniał do roku 1930, kiedy to skutek reorganizacji podziału administracyjnego włączono ją do gminy Radecznica, od roku 1916 datuje się w Zakłodziu rozwój szkolnictwa – utworzono wtedy polską szkołę powszechną.
Według spisu z 1827 r. wieś liczyła 34 domy i 151 mieszkańców. Spis z roku 1921 (wówczas wieś w gminie Sułów) uwzględniał już 69 domów oraz 461 mieszkańców, w tym 34 żydów i 2 prawosławnych.